# Енергия на активация
Енергия на активация е енергията, която трябва да се внесе в химична или ядрена система с потенциални реагенти за да започне химична реакция, ядрена реакция или друго физично явление.
Енергията на активация (Ea) на дадена реакция се измерва в джаули (J), килоджаули на мол (kJ/mol) или килокалории на мол (kcal/mol).
Енергията на активация може да се счита за големината на потенциалната (енергийна) бариера, разделяща минимумите на потенциалната енергия, отнасяща се до началното и крайното термодинамично състояние. За да може дадена химична реакция да протече с приемлива скорост, температурата на системата трябва да е достатъчно висока, така че да има значителен брой молекули с транслационна енергия, която да е равна или по-висока от енергията на активация.
Терминът енергия на активация е въведен през 1889 г. от шведския учен Сванте Август Арениус.

## Температурна зависимост
Уравнението на Арениус предоставя количествена основа на връзката между енергията на активация и скоростта, с която протича дадена реакция. От уравнението може да бъде изведена енергията на активация чрез зависимостта:
{\displaystyle k=Ae^{{-E_{\textrm {a}}}/{(RT)}}}
където A е факторът на честотата на реакцията, R е универсалната газова константа, T е абсолютната температура (обикновено в келвини), а k е константата на скоростта на реакцията. Дори без да се знае A, Ea може да се изведе от изменението на коефициентите на скоростта на реакцията като функция на температурата.
В известен смисъл, чистата енергия на активация от уравнението на Арениус може да се разглежда като експериментално определян параметър, който показва чувствителността на скоростта на реакцията към температурата.

## Катализа
Вещество, което променя преходното състояние към по-ниска енергия на активация, се нарича катализатор. Той увеличава скоростта на реакцията, без да участва в самата нея. Той намалява енергията на активация, но не променя енергията на първоначалните реагенти или продукти и, следователно, не променя равновесието.
Катализаторът е способен на намали енергията на активация, образувайки преходно състояние по по-благоприятен начин. Той по естествен път създава добри условия за субстрата в реакцията за преминаване към преходно състояние. Това е възможно, поради освобождаването на енергия, което настъпва, когато субстратът се свърже с активния център на катализатор. Тази енергия се нарича енергия на свързване. След като се свържат с катализатор, субстратите участват в множество стабилизиращи взаимодействия, докато са в активната зона (например водородно свързване или сили на Ван дер Ваалс). Образуването на преходно състояние е по-благосклонно с катализатор, защото благоприятните стабилизиращи взаимодействия в активния център освобождават енергия. Химичната енергия може да произведе високоенергийна молекула на преходно състояние по-лесно в присъствието на стабилизиращ активен център на катализатор. Реакциите, които не включват катализатор, се нуждаят от внасяне на повече енергия, за да постигнат преходно състояние.

## Отрицателна енергия на активация
В някои случаи, скоростта на реакцията намалява с увеличаване на температурата. Когато се следва приблизително експоненциална зависимост, така че константата на скоростта да не нарушава уравнението на Арениус, това води до отрицателна стойност на Ea. Елементарните реакции, които проявяват отрицателни енергии на активация, обикновено нямат потенциална бариера. Повишаването на температурата води до намаляване на вероятността молекули да се сблъскат или прихванат.